# Über Barbarossaplatz
Über Barbarossaplatz ist ein Pilotfilm für eine geplante Fernsehserie. Der vom Westdeutschen Rundfunk (WDR) unter Regie von Jan Bonny produzierte Fernsehfilm wurde am 26. Juni 2016 beim Filmfest München uraufgeführt und am 28. März 2017 in der ARD ausgestrahlt.

## Handlung
Das Leben der Psychologin Greta Chameni gerät nach dem Selbstmord ihres Mannes und Praxispartners Rainer aus dem Gleichgewicht. Gerade weil Greta selbst als Psychologin arbeitet, wirft sie sich nun vor, dass sie die Anzeichen für den Wunsch ihres Mannes zu sterben hätte bemerken müssen und fühlt sich schuldig.
Da Greta mit ihrem Gatten eine Gemeinschaftspraxis hatte, übernimmt sie nun auch seine Patienten. Vor allem die junge und aufgelöste Stefanie Wagner fleht Greta an, dass diese ihre Therapie fortsetzt. Doch je länger die Psychologin Stefanie behandelt, desto stärker erahnt und verunsichert sie die große Nähe, die zwischen Stefanie und ihrem Mann Rainer geherrscht hat. In ihrer Not wendet sich Greta hilfesuchend an ihren ehemaligen Psychologie-Lehrer Benjamin Mahler, der auch Supervisor von Rainer war.

## Hintergrund
Über Barbarossaplatz, der Pilotfilm für eine Fernsehserie sein soll, wurde vom 24. Februar 2015 bis zum 27. März 2015 in Köln gedreht und basiert auf Motiven eines Buches der Drehbuchautorin Hannah Hollinger.

## Rezeption

### Sendetermin um 22.45 Uhr
Über Barbarossaplatz sollte ursprünglich am Mittwoch um 20.15 Uhr in der ARD ausgestrahlt werden, wurde dann aber aufgrund eines Beschlusses der ARD-Fernsehfilm-Koordination in das spätere Abendprogramm verlegt und schließlich am 28. März 2017 um 22.45 Uhr ausgestrahlt. Dieser Beschluss wurde von einigen Medien wie beispielsweise Chip Online, der Süddeutschen Zeitung, dem Tagesspiegel oder tittelbach.tv bei der Besprechung des Films thematisiert. Die Zeit-Online-Redakteurin Carolin Ströbele meint dazu: „Wahrscheinlich ist es eher die filmische Sprache, die man dem Eventfernsehzuschauer nicht zumuten will“. Und Sascha Keilholz von critic.de merkt zu der Verlegung des Sendetermins spitz an: „Weil das ins Mark trifft, weil hier wirklich Erotik und Drama vorherrschen, schützt die ARD uns und unsere Lieben vor so viel Direktheit, indem sie Über Barbarossaplatz in der 23-Uhr-Schiene versteckt. In einer Zeit, in der Pornografie und Fifty Shades of Grey um die Repräsentationshoheit von Sexualität streiten, besonders bedauerlich.“

### Kritik
Rainer Tittelbach von tittelbach.tv schreibt: „Bibiane Beglau und Joachim Król verkörpern keine jener Wellness-Therapeuten für den bürgerlichen Mittelstand. „Über Barbarossaplatz“ geht dahin, wo’s wehtut. Immer wieder geht der (Kamera-)Blick nach draußen, das ausschnitthafte, dokumentarisch anmutende Erzählen mit Originalton, sprunghafter Montage und entfesselt agierender Handkamera gibt den pulsierenden Rhythmus des Großstadtlebens wider. Dieser Realismus, der nicht nach individuellen „Lösungen“ sucht, sondern eine emotional verunsicherte Gesellschaft spiegelt, war den Entscheidern zu radikal für 20.15 Uhr. Oder nur zu wenig quotenträchtig?!“
Der Kritiker Christian Buß bei spiegel.de meint: „In „Über Barbarossaplatz“ geht es mit den Psychos und Psychotherapeuten nun durchs zerklüftete Köln. Den nervösen Puls des Films geben Freejazz und Gabber-Techno vor, der Soundtrack stammt von Kölner (und Düsseldorfer) Künstlern um die Bands Colorist und Stabil Elite. Mitten im Driften und Dröhnen durchs Verkehrschaos Kölns wird der Schriftsteller Rolf Dieter Brinkmann zitiert, der – ausgerechnet – in London bei einem Verkehrsunfall gestorben ist; oder es wird am Tresen über Rainer Werner Fassbinders Fernsehserie „Acht Stunden sind kein Tag“ gequatscht, die ebenfalls in Köln spielt. Ein bisschen Orientierung für all die Unbehausten in diesem etwas anderen Heimatfilm.“
Sascha Keilholz von critic.de äußert folgendes:
„Hier geschieht etwas, was dem deutschen Fernsehen genuin fremd oder fremd geworden ist: Echte Menschen verhandeln an echten Orten echte Probleme. Bonny etabliert ein Konzept der filmischen Authentizität, das auf allen formalen Ebenen – etwa Ton, Kamera und Dialog – eine Entsprechung findet, eben auch im Spiel. Schon sein Polizeiruf 110: Der Tod macht Engel aus uns allen (2013) hatte ob seiner Tonmischung Irritationen beim Fernsehpublikum ausgelöst. Auch jetzt gibt es wieder eine geradezu Altman’sche Geräuschkulisse – Straßenlärm dringt durch Fenster, überschattet Dialoge; die Menschen verstehen sich untereinander nicht immer. Die Stadt ist laut, sie ist hörbar – und greifbar.“
Ähnlich lobt auch Claudia Tieschky von der Süddeutschen Zeitung den Film. Neben der unkonventionellen und erfrischenden Machart hebt sie die Stadt als Ort und Akteur des Filmes und die schauspielerischen Leistungen hervor: „Vor allem dringt die Stadt durch alle Ritzen, auch noch beim Besprechen der Seelennot; Schallschutz ist eine Komfortzone, die hier nicht existiert. […] Bibiana Beglau spielt die Greta unerhört intensiv in diesem WDR-Film ohne Seelenschalldämmung“.
Auch Axel Weidemann unterstreicht in der Frankfurter Allgemeinen Zeitung die Intensität des Filmes: „Es geht also ans Eingemachte. Die Geschichte streift all jene Fragen, zu denen auch Therapeuten keine Patent-Antworten einfallen. […] „Über Barbarossaplatz“ ist ein starkes, in weiten Teilen unerbittliches und bewegendes Stück Fernsehen.“
Die Kritiker der Fernsehzeitschrift TV Spielfilm vergaben die bestmögliche Wertung (Daumen nach oben) und schrieben, der Film „geht keinem Schmerz aus dem Weg, er wagt neue Erzählweisen und erhascht Wahrheiten unseres Zusammenlebens.“ Das Fazit lautet: „Intensive Seelenschau, radikales Fernsehen“.
Für die Redakteurin Caroline Ströbele von Zeit Online hat vor allem die Stadt Köln einen besonderen Stellenwert in dem Film: „Köln hat die interessanteste Rolle in diesem Film. Die Stadt ist lärmig und aggressiv, keine Spur Kölner Fröhlichkeit. Der Verkehrslärm des titelgebenden Barbarossaplatzes übertönt jedes Gespräch, die Menschen sind brutal, überall wird geschoben und gedrängelt, es ist immer zu voll und zu laut.“
Auch D.J. Frederiksson von der Frankfurter Rundschau sieht Köln als wichtigen Bestandteil des Films: „Auch der Titel mit seiner Verortung im innenstädtischen Köln ist kein Zufall. Die Umgebung, die sonst beim Filmemachen so gründlich wie irgend möglich ausgesperrt wird, lädt Bonny herzlich in seinen Film ein. Babygeschrei, Stadtbahnrattern, Handyklingeln und immer wieder Straßenrauschen – selbst in den intimsten Therapieszenen ist die Stadt als Nebenfigur stets präsent. Als hässlich verbaute, lärmende Nebenfigur.“
Zudem lobt er das Spiel der Hauptakteure und stellt noch fest: „All das sorgt für einen Realismus, der der üblichen TV-Ästhetik einen Zerrspiegel vorhält: Schaut her, so sehen echte Tragödien aus, wenn sie echten Menschen in einer echten Stadt passieren. Möglich ist das natürlich nur durch das herausragende Spiel der Darsteller. Dass Bibiana Beglau zu den Großen im Charakterfach gehört, wusste man. Bei Joachim Król vergaß man das früher manchmal, hier aber wird man mal wieder eindrücklich daran erinnert. Und Franziska Hartmann, die bisher nur am Thalia auffiel und mit dieser Tour de Force ihr TV-Debüt gibt, muss als veritable Entdeckung gelten. Selbst wer vor provokativen Themen wie sexueller Erniedrigung oder vor dem anspruchsvollen Stil zurückschreckt, sollte sich allein wegen dieser Schauspielleistungen den Film anschauen.“

## Auszeichnungen und Nominierungen
- 2016: Nominierung für den Bernd Burgemeister Fernsehpreis in der Reihe Neues Deutsches Fernsehen auf dem Filmfest München[17]
- 2017: Nominierung für den Fernsehfilmpreis der Deutschen Akademie der Darstellenden Künste beim Fernsehfilmfestival_Baden-Baden